# Élections régionales de 2024 dans les Abruzzes
Les élections régionales de 2024 dans les Abruzzes (en italien : Elezioni regionali in Abruzzo del 2024) se tiennent le 10 mars 2024 afin d'élire le président de la junte régionale et les 30 autres membres de la XIIe législature du conseil régional des Abruzzes pour un mandat de cinq ans.

## Mode de scrutin

Région des Abruzzes.

Les Abruzzes sont une  région italienne à statut simple.
Le conseil régional ainsi que son président sont élus simultanément au suffrage universel direct. Les 29 conseillers sont élus au scrutin proportionnel plurinominal avec listes ouvertes, vote préférentiel et seuil électoral de 4 %, tandis que le président est élu au scrutin uninominal majoritaire à un tour. Ce dernier se présente obligatoirement en tant que candidat d'une liste en lice pour le conseil régional, ce qui interdit de fait les candidatures sans étiquettes.
Les 29 sièges à pourvoir le sont dans quatre circonscriptions de sept à huit sièges chacune, a raison de sept sièges pour celles de Pescara, L'Aquila et Teramo, et de huit pour celle de Chieti.
La liste du président élu reçoit d'emblée une prime majoritaire portant sa part des sièges à un nombre compris entre 60 et 65 % du total. Les sièges sont ensuite repartis à la proportionnelle aux différentes listes ayant franchi le seuil électoral, et à leurs candidats en fonction des votes préférentiels qu'ils ont recueillis. Le seuil de 4 % est abaissé à 2 % pour les listes se présentant au sein d'une coalition. Par ailleurs, le président élu ainsi que le candidat arrivé en seconde position deviennent de droit membres du conseil, ce qui porte le total de conseillers à 31.

### Modalités
L'électeur vote sur un même bulletin pour un candidat à la présidence et pour la liste d'un parti. Il a la possibilité d'exprimer ce vote de plusieurs façons.
- Soit voter pour une liste, auquel cas son vote s'ajoute également à ceux pour le candidat à la présidence soutenu par la liste. Il a également la possibilité d'exprimer un vote préférentiel pour deux candidats de son choix sur la liste en écrivant leurs noms. Il ne doit dans ce cas pas écrire les noms de deux candidats de même sexe, ni un seul nom.

- Soit ne voter que pour un candidat à la présidence, auquel cas son vote n'est pas étendu à sa liste.

- Soit préciser son vote pour un candidat et pour une liste. Cette dernière doit cependant obligatoirement faire partie de celles soutenant le candidat choisi.

### Répartition des sièges
| Provinces                 | Sièges |  |
| L'Aquila                  | 7      |  |
| Chieti                    | 8      |  |
| Pescara                   | 7      |  |
| Teramo                    | 7      |  |
| Candidats à la présidence | 2      |  |
| Total                     | 31     |  |

## Résultats
|                        |                        |            |            |                      |                                                |                       |         |         |               |               |               |       |  |  |
| Présidence             | Présidence             | Présidence | Présidence | Présidence           | Conseil                                        | Conseil               | Conseil | Conseil | Conseil       | Conseil       | Conseil       | Total |  |  |
| Candidats              | Candidats              | Votes      | %          | Élus                 | Partis                                         | Partis                | Votes   | %       | +/-           | Sièges        | +/-           | Total |  |  |
|                        | Marco Marsilio (FdI)   | 327 660    | 53,50      | 1                    |                                                | Frères d'Italie (FdI) | 139 578 | 24,10   | 17,61         | 8             | 6             |       |  |  |
|                        | Marco Marsilio (FdI)   | 327 660    | 53,50      | 1                    | Forza Italia (FI)                              | 77 841                | 13,44   | 4,39    | 4             | 1             |               |       |  |  |
|                        | Marco Marsilio (FdI)   | 327 660    | 53,50      | 1                    | Ligue (Lega)                                   | 43 816                | 7,56    | 19,97   | 2             | 8             |               |       |  |  |
|                        | Marco Marsilio (FdI)   | 327 660    | 53,50      | 1                    | Marsilio pour la présidence                    | 33 102                | 5,72    | Nv.     | 2             | 2             |               |       |  |  |
|                        | Marco Marsilio (FdI)   | 327 660    | 53,50      | 1                    | Nous, modérés (NM)                             | 15 516                | 2,68    | Nv.     | 1             | 1             |               |       |  |  |
|                        | Marco Marsilio (FdI)   | 327 660    | 53,50      | 1                    | Union de centre (UdC)                          | 6 784                 | 1,17    | 1,72    | —             | 1             |               |       |  |  |
| Total Centre-droit     | Total Centre-droit     | 327 660    | 53,50      | 1                    | 316 637                                        | 54,67                 | 5,47    | 17      | en stagnation | 18            |               |       |  |  |
|                        | Luciano D'Amico (Ind.) | 284 748    | 46,50      | 1                    |                                                | Parti démocrate (PD)  | 117 497 | 20,29   | 9,15          | 6             | 3             |       |  |  |
|                        | Luciano D'Amico (Ind.) | 284 748    | 46,50      | 1                    | Abruzzes ensemble                              | 44 353                | 7,66    | 4,98    | 2             | 2             |               |       |  |  |
|                        | Luciano D'Amico (Ind.) | 284 748    | 46,50      | 1                    | Mouvement 5 étoiles (M5S)                      | 40 629                | 7,01    | 12,72   | 2             | 5             |               |       |  |  |
|                        | Luciano D'Amico (Ind.) | 284 748    | 46,50      | 1                    | Action (Az) (av. SPR)                          | 23 156                | 4,00    | Nv.     | 1             | 1             |               |       |  |  |
|                        | Luciano D'Amico (Ind.) | 284 748    | 46,50      | 1                    | Abruzzes progressiste et solidaire (AVS-DemoS) | 20 655                | 3,57    | Nv.     | 1             | 1             |               |       |  |  |
|                        | Luciano D'Amico (Ind.) | 284 748    | 46,50      | 1                    | Réformistes civiques (AiC-IV-PSI) (av. +E)     | 16 275                | 2,81    | N/A     | —             | en stagnation |               |       |  |  |
| Total Centre-gauche    | Total Centre-gauche    | 284 748    | 46,50      | 1                    | 262 565                                        | 45,33                 | 5,05    | 12      | en stagnation | 13            |               |       |  |  |
|                        |                        |            |            |                      |                                                |                       |         |         |               |               |               |       |  |  |
| Votes valides          | Votes valides          | 612 408    | 97,12      |                      | Votes valides                                  | Votes valides         | 579 202 | 91,85   |               |               |               |       |  |  |
| Votes blancs et nuls   | Votes blancs et nuls   | 18 197     | 2,88       | Votes blancs et nuls | Votes blancs et nuls                           | 51 403                | 8,15    |         |               |               |               |       |  |  |
| Total candidats        | Total candidats        | 630 605    | 100        | 2                    | Total partis                                   | Total partis          | 630 605 | 100     | -             | 29            | en stagnation | 31    |  |  |
| Abstentions            | Abstentions            | 397 602    | 47,81      |                      |                                                |                       |         |         |               |               |               |       |  |  |
| Inscrits/Participation | Inscrits/Participation | 1 208 207  | 52,19      |                      |                                                |                       |         |         |               |               |               |       |  |  |